# Степанов, Михаил Павлович
Михаил Павлович Степанов — советский хозяйственный, государственный и политический деятель, военный, Герой Социалистического Труда.

## Биография
Родился в 1921 году в деревне Подсосонье. Член КПСС.
Участник советско-японской войны в составе военной авиации Тихоокеанского флота. С 1946 года — на хозяйственной, общественной и политической работе.
В 1946—1978 годах — пропагандист, заведующий отделом, второй, первый секретарь Карамышевского и Ашевского райкомов КПСС Псковской области, председатель колхоза «Путь Октября», директор совхоза «Октябрь» Дедовичского района, директор совхоза «Ударник» Бежаницкого района Псковской области.
Указом Президиума Верховного Совета СССР от 8 апреля 1971 года присвоено звание Героя Социалистического Труда с вручением ордена Ленина и золотой медали «Серп и Молот».
Делегат XXIV съезда КПСС.
Умер в Пскове в 1978 году.